# Леденёв, Роман Семёнович
Рома́н Семёнович Леденёв (4 декабря 1930 — 15 августа 2019) — советский и российский композитор и музыкальный педагог, профессор Московской консерватории. Народный артист Российской Федерации (1995).

## Биография
Родился 4 декабря 1930 года в Москве.
В 1948 году окончил ЦМШ (класс сочинения Е. И. Месснера и В. Я. Шебалина), в 1955 году — Московскую консерваторию (класс Н. П. Ракова, А. Н. Александрова), в 1958 году — аспирантуру при консерватории по специальности «сочинение» (руководитель — А. Н. Александров).
С 1956 года работал Московской Государственной консерватории имени П. И. Чайковского. С 1956 по 1964 годы преподавал полифонию, сольфеджио, инструментовку, гармонию, сочинение (в качестве ассистента) на кафедре теории музыки. С 1978 года вёл класс сочинения, с 1991 года — профессор. Преподавал в консерватории до конца своих дней.
С 2006 года также работал преподавателем Центральной музыкальной школы по классу композиции.
Был членом Союза композиторов СССР (Российской Федерации). Занимал должность Секретаря Союза композиторов Российской Федерации (1970—1973 и 1995—2006).
Также был членом Союза кинематографистов и Международной академии творчества.
Роман Семёнович Леденёв похоронен в Москве на Троекуровском кладбище.

## Творческое направление
Главные темы творчества композитора — тема Родной земли, любимой во все времена, и тема русской природы с её бескрайними просторами и небесными высями, поэтому музыка Леденёва исполнена возвышенной красоты, естественности, кристальной чистоты.
Стиль Леденёва сформировался под воздействием разных, иногда диаметрально противоположных друг другу музыкальных стилей. В студенческие годы (1948 — 1958) Леденёв испытывал сильное влияние музыки Сергея Прокофьева, в произведениях которого композитор слышал особое гармоничное соединение традиционного и новаторского подхода к музыкальной композиции. Позже, в эпоху шестидесятых, Леденёв тщательно изучал произведения композиторов, входящих в так называемую Новую венскую школу, в особенности, творчество Антона Веберна. Леденёв так вспоминал этот период своего творчества: «Под влиянием Веберна я заинтересовался другим типом письма, экономным. Мне было важно одной строчкой, одной интонацией достигнуть того, чего я достигал партитурной страницей». В семидесятые годы интересы Леденёва обратились на диаметрально противоположную стилистику: он увлёкся творчеством Георгия Свиридова. Роман Леденёв этот поворот объяснил так: «Он [додекафонный стиль] показался мне слишком рациональным, а мне всегда хотелось идти от эмоции, от ощущения, а не от заданной идеи». Светлана Савенко писала о том, что, «Леденёв не столько плыл в фарватере Свиридова, сколько возрождал для себя вечные ценности русского классического искусства». Национальная традиция стала опорой творческого стиля Леденёва.
Музыка Леденёва часто исполняется в лучших концертных залах в России и за рубежом, входит в постоянный репертуар блестящих исполнителей В. И. Федосеева, Б. Г. Тевлина, Ю. А. Башмета, В. К. Полянского, В. Н. Минина, А. А. Ведерникова и многих других.

## Сочинения

### Музыкальный театр
- Балет «Сказка о зелёных шарах» (1967)

### Сочинения для оркестра
- «Русь — зелёная и белоснежная»
- Симфония в простых ладах (1991)
- Вариации на тему Гайдна (1996).

### Сочинения для солирующего инструмента с оркестром
- Концерт для скрипки (1964; изд. — М., 1972)
- Концерт-поэма для альта (1964; М., 1967)
- Концерт-элегия для виолончели (1979; М., 1983)
- Концерт-романс (1981)
- «Эпиграфы» для флейты и камерного оркестра (1989)
- «Концертная речитация» для виолончели с оркестром (1990)
- «Что-то неясное…» (концертная фантазия для скрипки с оркестром, 1995)
- «Con sordini (Маленький реквием)» для альта и камерного оркестра (1998)
- «Триптих памяти Свиридова» (1999), симфоническая повесть «Зимний путь» памяти Б. Чайковского (2001)

### Камерно-инструментальные сочинения
Десять эскизов (1967; М., 1977), Семь настроений (1967; М., 1979; Leipzig, 1972), Ноктюрны (1968; Budapest, 1972), Четыре зарисовки (1972; М., 1979), Шесть пьес для струнного квартета и арфы (1966; М., 1971), «Метаморфозы темы И. С. Баха» для альта и камерного ансамбля (1993)
«Я играю на кларнете», сюита для кларнета с фортепиано (1972; М., 1975)
Соната для кларнета и фортепиано (1952; М., 1960), Струнные квартеты (1958, 2000), Прелюдия и хорал для квартета с фортепиано (2002); «Цветные открытки» для 2 фортепиано (2002)
Соната для фортепиано (1957; М., 1960)

### Вокальная музыка
Две оратории, две кантаты, «Времена года» для двух хоров и инструментального ансамбля (цикл циклов в шести тетрадях), Четыре духовных песнопения (1991), Шесть фрагментов из Всенощного бдения (1995), «Венок Свиридову» (слова С. Есенина, А. Блока, В. Кострова; 1998), «Из часослова Р.-М. Рильке» (2000), Три миниатюры для женского хора (2003), «Русские картины», «Гимны России» (оба — слова русских поэтов; 2003), Пять духовных сочинений (2004), «Непропетая песня» (слова современных поэтов России), «В сумерках» (слова А. Блока и В. Ходасевича), «Парижская нота» (слова русских поэтов-эмигрантов; все три — 2005), «Шесть стихотворений русских поэтов» для женского хора (2006), «Из русской поэзии» (10 хоров) для смешанного хора (2006)
«Некрасовские тетради» для баса и фортепиано (1974; М., 1984), поэма «Родная сторона» на слова Н. Некрасова, «Три поэмы» на слова Н. Рубцова (1988), «Ночь и день» для сопрано и фортепиано (на слова А. Фета и Ф. Тютчева, 2000)

### Музыка для кино
- 1962 — «Ход конём»
- 1963 — «Зной»
- 1966 — «Крылья»
- 1966 — «Дядюшкин сон»
- 1967 — «Начало неведомого века» (новелла «Родина электричества»)
- 1969 — «В тринадцатом часу ночи»
- 1970 — «Мой нулевой час»
- 1970 — «Город первой любви» (эпизод «Сталинград — 1942 год»)
- 1971 — «Вся королевская рать»
- 1972 — «Пятьдесят на пятьдесят»
- 1977 — «Странная женщина»
- 1979 — «Поэма о крыльях»
- 1980 — «Атланты и кариатиды»
- 1983 — «Комический любовник, или Любовные затеи сэра Джона Фальстафа» (в соавторстве с Андреем Леденёвым)
- 1983 — «Букет фиалок»
- 1985 — «Перед самим собой»
- 1985 — «Документ Р» (в соавторстве с Андреем Леденёвым)
- 1985 — «Из жизни Потапова»
- 1990 — «Супермент»

## Звания и награды
- 1982 — Заслуженный деятель искусств РСФСР.
- 1995 — Народный артист Российской Федерации — за большие заслуги в области искусства[9].
- 1997 — Государственная премия Российской Федерации.
- 2005 — Лауреат Премии Российского авторского общества.
- 2005 — Благодарность Министра культуры и массовых коммуникаций Российской Федерации (5 декабря 2005) — за многолетнюю плодотворную деятельность в области музыкального искусства, большой личный вклад в дело подготовки высококвалифицированных специалистов и в связи с 75-летием со дня рождения[10].

## Общественная деятельность
Роман Леденёв входил в жюри всероссийских и международных конкурсов: 
- Конкурс альтистов Ю. А. Башмета (Москва, 1995);
- Конкурс молодых композиторов (Москва, 1997 и 1998);
- Конкурс молодых композиторов им. П. И. Юргенсона (Москва, 2001, 2003 и 2005);
- Конкурс молодых композиторов им. А. Г. Шнитке (Москва, 2002);
- Конкурс молодых композиторов им. Л. Сумера (Эстония, 2003);
- Конкурс молодых композиторов им. А. Мурова (Новосибирск, 2003 и 2006);
- Конкурс вокалистов им. Г. В. Свиридова (Курск, 2001);
- Музыкальный и литературный конкурсы, проводимые в рамках фестиваля «Вера, Надежда, Любовь…» (2005);
- Конкурс «Современное искусство и образование» (в номинации «Композитор-исполнитель»), председатель жюри (2006).

## Ученики
Роман Леденёв воспитал несколько поколений студентов. Среди его учеников:
- Фернандо Альтубе (Аргентина);
- Владимир Генин (Германия);
- Юрий Мартынов (Украина);
- Арман Гущян (Россия);
- Ирина Дубкова[англ.] (Россия);
- Сергей Желудков (Россия);
- Роман Львович (Россия);
- Кадзуки Нисимон (Япония);
- Джерард Макбёрни (Великобритания);
- Сергей Невраев (Россия);
- Хим Сопхи (Камбоджа);
- Абдалла Эль-Масри[англ.] (Ливан);
- Никита Попов (Молдова);
- Вальтер Чивитареале (Люксембург).